# 전원책의 이것이 정치다
《전원책의 이것이 정치다》는 TV조선에서 매주 월요일 ~ 금요일 오후 4시 20분에 방송되는 텔레비전 프로그램이다.

## MC
- 전원책

## 타이틀 변천사
| 기수 | 타이틀                         | 방송 기간                          |
| ---- | ------------------------------ | ---------------------------------- |
| 1기  | 정두언, 김유정의 이것이 정치다 | 2016년 5월 23일 ~ 10월 21일        |
| 2기  | 전원책의 이것이 정치다         | 2016년 10월 24일 ~ 2017년 6월 23일 |

## 동시간대 경쟁 프로그램
- 사사건건 (KBS 1TV)
- 5 MBC 뉴스 (MBC)
- SBS 오 뉴스 (SBS)
- OBS 뉴스 오늘 (OBS)
- 뉴스 & 이슈 (MBN)
- 사건반장 (JTBC)
- 정치 데스크 (채널A)